# Eleição municipal de Salvador em 2004
A eleição municipal de Salvador em 2004 ocorreu em 3 de outubro de 2004 (Primeiro Turno) e em 31 de outubro de 2004 (Segundo Turno). O prefeito Antônio Imbassahy (PFL) terminara seu mandato em 1 de janeiro de 2005. João Henrique (PDT) foi eleito prefeito de Salvador, derrotando o ex-governador César Borges, este apoiado pelo grupo carlista.

## Candidatos
| Cor de campanha | Nº | Candidato(a) a prefeito | Candidato(a) a prefeito                                 | Candidato(a) a vice-prefeito | Candidato(a) a vice-prefeito                                    | Coligação |
| --------------- | -- | ----------------------- | ------------------------------------------------------- | ---------------------------- | --------------------------------------------------------------- | --- |
|                 | 12 |                         | João Henrique (PDT) João Henrique de Barradas Carneiro  |                              | Marcelo Duarte (PSDB) Marcelo Ferreira Duarte Guimarães         | Salvador no Coração - Partido Democrático Trabalhista (PDT) - Partido da Social Democracia Brasileira (PSDB) - Partido Social Liberal (PSL) - Partido Social Cristão (PSC) - Partido da Mobilização Nacional (PMN) - Partido de Reedificação da Ordem Nacional (PRONA)                                                          |
|                 | 13 |                         | Nelson Pelegrino (PT) Nelson Vicente Pelegrino          |                              | Javier Alfaya (PCdoB) Francisco Javier Ulpiano Alfaya Rodriguez | Salvador pra Toda Gente - Partido dos Trabalhadores (PT) - Partido Comunista do Brasil (PCdoB) - Partido Verde (PV) |
|                 | 14 |                         | Benito Gama (PTB) Benito da Gama Santos                 |                              | Aníbal Gordilho (PTB) Aníbal Gordilho Correia                   | Sem coligação - Partido Trabalhista Brasileiro (PTB) |
|                 | 16 |                         | Luís Carlos França (PSTU) Luís Carlos França            |                              | Natã Vieira (PSTU) Natã Silva Vieira                            | Sem coligação - Partido Socialista dos Trabalhadores Unificado (PSTU) |
|                 | 25 |                         | César Borges (PFL) César Augusto Rabelo Borges          |                              | Pedro Godinho (PFL) Pedro Luiz da Silva Godinho                 | Para Não Parar Salvador - Partido da Frente Liberal (PFL) - Partido Progressista (Brasil) (PP) - Partido Liberal (PL) - Partido Trabalhista Nacional (PTN) - Partido dos Aposentados da Nação (PAN) - Partido Humanista da Solidariedade (PHS) - Partido Republicano Progressista (PRP) - Partido Trabalhista do Brasil (PTdoB) |
|                 | 27 |                         | Da Luz (PSDC) Rogério Tadeu da Luz                      |                              | César Barbosa (PSDC) César Barbosa                              | Sem coligação - Partido da Social Democrata Cristão (PSDC) |
|                 | 28 |                         | Ângela Maini (PRTB) Ângela Maini de Faria               |                              | Sandra Mendes (PRTB) Sandra Mendes Duarte                       | Sem coligação - Partido Renovador Trabalhista Brasileiro (PRTB) |
|                 | 29 |                         | Antônio Eduardo (PCO) Antônio Eduardo Alves de Oliveira |                              | Roquelina Sena (PCO) Roquelina Sena do Rosário                  | Sem coligação - Partido da Causa Operária (PCO) |
|                 | 36 |                         | Rivailton Veloso (PTC) Rivailton Pinto Veloso da Silva  |                              | Emídio Pinto (PTC) Emídio Frederico Pinto                       | Sem coligação - Partido Trabalhista Cristão (PTC) |
|                 | 40 |                         | Lídice da Mata (PSB) Lídice da Mata e Souza             |                              | Mário Soares (PMDB) Mário Soares Lima                           | Salvador Cidade Mãe, Educação e Trabalho - Partido Socialista Brasileiro (PSB) - Partido do Movimento Democrático Brasileiro (PMDB) - Partido Popular Socialista (PPS) - Partido Comunista Brasileiro (PCB) |

## Resultado da eleição para prefeito[2]
| Candidato(a)              | Vice                    | 1º Turno 3 de outubro de 2004 | 1º Turno 3 de outubro de 2004 | 2º Turno 31 de outubro de 2004 | 2º Turno 31 de outubro de 2004 |
| Candidato(a)              | Vice                    | Votação                       | Votação                       | Votação                        | Votação                        |
| Candidato(a)              | Vice                    | Total                         | Porcentagem                   | Total                          | Porcentagem                    |
| ------------------------- | ----------------------- | ----------------------------- | ----------------------------- | ------------------------------ | ------------------------------ |
| João Henrique (PDT)       | Marcelo Duarte (PSDB)   | 526.890                       | 43,71%                        | 876.278                        | 74,69%                         |
| César Borges (PFL)        | Pedro Godinho (PFL)     | 264.355                       | 21,93%                        | 296.986                        | 25,31%                         |
| Nelson Pelegrino (PT)     | Javier Alfaya (PCdoB)   | 261.198                       | 21,67%                        | Não participaram               | Não participaram               |
| Lídice da Mata (PSB)      | Mário Soares (PMDB)     | 124.856                       | 10,36%                        | Não participaram               | Não participaram               |
| Da Luz (PSDC)             | César Barbosa (PSDC)    | 9.450                         | 0,78%                         | Não participaram               | Não participaram               |
| Benito Gama (PTB)         | Aníbal Gordilho (PTB)   | 6.354                         | 0,53%                         | Não participaram               | Não participaram               |
| Ângela Maini (PRTB)       | Sandra Mendes (PRTB)    | 5.155                         | 0,43%                         | Não participaram               | Não participaram               |
| Rivailton Veloso (PTC)    | Emídio Pinto (PTC)      | 4.322                         | 0,36%                         | Não participaram               | Não participaram               |
| Luís Carlos França (PSTU) | Natã Vieira (PSTU)      | 2.150                         | 0,18%                         | Não participaram               | Não participaram               |
| Antônio Eduardo (PCO)     | Roquelina Sena (PCO)    | 642                           | 0,05%                         | Não participaram               | Não participaram               |
| Total de votos válidos    | Total de votos válidos  | 1.205.372                     | 100,00%                       | 1.173.264                      | 100,00%                        |
| Votos apurados            |                         |                               |                               |                                |                                |
| Votos válidos             | Votos válidos           | 1.205.372                     | 91,73%                        | 1.173.264                      | 93,85%                         |
| Votos em branco           | Votos em branco         | 37.008                        | 2,82%                         | 20.755                         | 1,66%                          |
| Votos nulos               | Votos nulos             | 71.641                        | 5,45%                         | 56.065                         | 4,49%                          |
| Total de votos apurados   | Total de votos apurados | 1.314.021                     | 100,00%                       | 1.250.084                      | 100,00%                        |
| Eleitores                 |                         |                               |                               |                                |                                |
| Comparecimento            | Comparecimento          | 1.314.021                     | 82,88%                        | 1.250.084                      | 78,85%                         |
| Abstenções                | Abstenções              | 271.325                       | 17,12%                        | 335.262                        | 21,15%                         |
| Total de eleitores        | Total de eleitores      | 1.585.346                     | 100,00%                       | 1.585.346                      | 100,00%                        |